# Kniphofia albomontana
Kniphofia albomontana là một loài thực vật có hoa trong họ Thích diệp thụ. Loài này được Baijnath miêu tả khoa học đầu tiên năm 1987.